# Diocesi di Río Gallegos
La diocesi di Río Gallegos (in latino Dioecesis Rivogallaecensis) è una sede della Chiesa cattolica in Argentina suffraganea dell'arcidiocesi di Bahía Blanca. Nel 2022 contava 238.000 battezzati su 340.000 abitanti. È retta dal vescovo Ignacio Damián Medina.

## Territorio
La diocesi comprende le province di Santa Cruz e di Terra del Fuoco, Antartide e Isole dell'Atlantico del Sud.
Sede vescovile è la città di Río Gallegos, dove si trova la cattedrale di Nostra Signora di Luján.
Il territorio si estende su 265.214 km², facendone la più vasta diocesi argentina, ed è suddiviso in 34 parrocchie.

## Storia
La diocesi è stata eretta il 10 aprile 1961 con la bolla Ecclesiarum omnium di papa Giovanni XXIII, ricavandone il territorio dalla diocesi di Comodoro Rivadavia.
Il 20 novembre 1962 lo stesso papa Giovanni XXIII con il breve Pastorali studio ha dichiarato san Giovanni Bosco patrono principale della diocesi.

## Cronotassi dei vescovi
Si omettono i periodi di sede vacante non superiori ai 2 anni o non storicamente accertati.
- Mauricio Eugenio Magliano, S.D.B. † (12 giugno 1961 - 31 maggio 1974 deceduto)
- Miguel Ángel Alemán Eslava, S.D.B. † (5 aprile 1975 - 11 marzo 1992 deceduto)
- Alejandro Antonio Buccolini, S.D.B. † (11 luglio 1992 - 25 ottobre 2005 ritirato)
- Juan Carlos Romanin, S.D.B. (25 ottobre 2005 - 18 aprile 2012 dimesso)
- Miguel Ángel D'Annibale † (21 febbraio 2013 - 15 giugno 2018 nominato vescovo di San Martín)
- Jorge Ignacio García Cuerva (3 gennaio 2019 - 26 maggio 2023 nominato arcivescovo di Buenos Aires)
- Ignacio Damián Medina, dall'11 agosto 2023

## Statistiche
La diocesi nel 2022 su una popolazione di 340.000 persone contava 238.000 battezzati, corrispondenti al 70,0% del totale.
| anno | popolazione | popolazione | popolazione | presbiteri | presbiteri | presbiteri | presbiteri                | diaconi | religiosi | religiosi | parrocchie |
| anno | battezzati  | totale      | %           | numero     | secolari   | regolari   | battezzati per presbitero | diaconi | uomini    | donne     | parrocchie |
| ---- | ----------- | ----------- | ----------- | ---------- | ---------- | ---------- | ------------------------- | ------- | --------- | --------- | ---------- |
| 1965 | 70.000      | 75.000      | 93,3        | 38         |            | 38         | 1.842                     |         | 48        | 61        | 13         |
| 1970 | 85.000      | 95.000      | 89,5        | 40         | 3          | 37         | 2.125                     |         | 49        | 68        | 15         |
| 1976 | 108.000     | 125.000     | 86,4        | 35         | 1          | 34         | 3.085                     |         | 40        | 84        | 21         |
| 1980 | 124.500     | 138.700     | 89,8        | 39         | 2          | 37         | 3.192                     |         | 41        | 77        | 22         |
| 1990 | 180.000     | 210.000     | 85,7        | 47         | 8          | 39         | 3.829                     | 1       | 42        | 69        | 27         |
| 1999 | 210.000     | 248.046     | 84,7        | 45         | 17         | 28         | 4.666                     | 1       | 34        | 58        | 28         |
| 2000 | 210.000     | 248.046     | 84,7        | 47         | 18         | 29         | 4.468                     | 1       | 33        | 57        | 28         |
| 2001 | 210.000     | 248.046     | 84,7        | 44         | 16         | 28         | 4.772                     |         | 32        | 56        | 28         |
| 2002 | 210.000     | 248.046     | 84,7        | 40         | 16         | 24         | 5.250                     |         | 30        | 61        | 28         |
| 2003 | 200.000     | 300.000     | 66,7        | 42         | 15         | 27         | 4.761                     | 3       | 32        | 63        | 28         |
| 2004 | 200.000     | 300.000     | 66,7        | 44         | 18         | 26         | 4.545                     | 5       | 28        | 60        | 28         |
| 2010 | 212.000     | 303.000     | 70,0        | 51         | 29         | 22         | 4.156                     | 9       | 32        | 64        | 30         |
| 2014 | 220.000     | 314.900     | 69,9        | 48         | 26         | 22         | 4.583                     | 11      | 34        | 64        | 34         |
| 2017 | 226.400     | 324.400     | 69,8        | 41         | 30         | 11         | 5.521                     | 11      | 24        | 62        | 36         |
| 2020 | 233.300     | 334.300     | 69,8        | 39         | 27         | 12         | 5.982                     | 18      | 16        | 39        | 42         |
| 2022 | 238.000     | 340.000     | 70,0        | 27         | 20         | 7          | 8.814                     | 15      | 7         | 36        | 34         |